# Juan de Balliol
Juan (II) de Balliol o Juan de Baliol, también conocido como Juan I de Escocia (en escocés: Iain Bailiol; en inglés: John Balliol) (1248-Château-Gaillard, 1315), fue de facto rey de Escocia de 1292 a 1296, hijo de la sajona Dervorguilla de Galloway y de John I de Balliol.
Tras la muerte del rey Alejandro III de Escocia en 1285, su pequeña nieta Margarita “la dama de Noruega” heredó el trono escocés, circunstancia que aprovechó el rey Eduardo I de Inglaterra para intentar casar a su hijo Eduardo con Margarita y así anexionarse el Reino de Escocia. Margarita falleció en 1290, antes de celebrarse este matrimonio, lo que dio inicio a las tensiones entre los dos linajes más importantes de la aristocracia escocesa, los Balliol y los Bruce. Los candidatos eran Roberto de Brus, V Señor de Annandale, y Juan de Balliol, descendiente lejano el rey David I de Escocia. 
Juan de Balliol reclamó su derecho como el nieto de David I; Juan y Roberto se disputaron la Corona. Hubo enfrentamientos continuos entre las dos familias hasta que Juan de Balliol consiguió con la ayuda de Eduardo I de Inglaterra hacerse con el trono escocés, al que accedió con el nombre de Juan de Escocia (Juan I) el 17 de noviembre de 1292.
A partir de ese momento Escocia estuvo al servicio de Inglaterra. Esto le trajo problemas a su reinado pues no podía tomar decisiones sin pasar por la aprobación del rey de Inglaterra, poco tiempo después en 1295 el rey Juan de Balliol busca una alianza con Francia conocida como Auld Alliance, aprovechando que este reino estaba en guerra con el reino de Inglaterra, por lo que Escocia negó su ejército a Inglaterra para combatir contra los franceses, en lugar de ello los escoceses se prepararon  bélicamente para enfrentar a los ingleses, desafortunadamente Eduardo I de Inglaterra se entera del pacto y se molesta mucho con Juan a causa de esta decisión, Eduardo I de Inglaterra determinó invadir Escocia, comenzando las Guerras de independencia de Escocia. Tras sufrir los escoceses una derrota en la batalla de Dunbar en 1296, Juan de Balliol fue forzado a abdicar del trono y fue encarcelado en 1297 en la "Salt Tower" junto con su hijo Eduardo de Balliol.
Después de dos años en prisión Juan de Balliol fue liberado, en julio de 1299, gracias al papa Bonifacio VIII pero se le prohibió regresar a Escocia y se le obligó a negociar la paz entre Inglaterra y Francia. Balliol acordó vivir en Francia donde él tenía tierras y propiedades, aunque nunca volvió a Escocia donde su pueblo lo recordaba como un precursor de la Guerra de Independencia de Escocia y como el legítimo rey de Escocia. 
Murió en el castillo de Gaillard en Normandía, Francia en abril de 1315 y está enterrado en la iglesia de San Waast en Bailleul-sur-Eaune.

## Familia
Juan contrajo matrimonio en 1281 con Isabel de Warenne, hija de John de Warenne, VII conde de Surrey. Sus abuelos paternos fueron Hugo X de Lusignan e Isabel de Angulema, viuda del rey Juan I de Inglaterra.
Juan e Isabel tuvieron dos hijos:
- Eduardo de Balliol, Rey de Escocia, (m. 1364). Según algunas opiniones Eduardo contrajo matrimonio con Margarita de Tarento, que era hija de Felipe de Tarento (m. 1332), hermano del rey Roberto I de Nápoles. Su único hijo, Guy de Balliol, lo increpó, por lo que Eduardo lo desconoció como hijo. (ver Familia Barnard)
- Enrique de Balliol, caído durante la Batalla de Annan en 1332, no tuvo hijos.